# Özcan Deniz
Özcan Deniz (ur. 19 maja 1972 w Ankarze) – turecki aktor, piosenkarz, kompozytor, pisarz i reżyser pochodzenia kurdyjskiego. Wystąpił w roli biznesmena Faruka Borana w serialu Narzeczona ze Stambułu (tur. Istanbullu Gelin, 2017–2019).

## Życiorys
Urodził się w Ankarze w rodzinie pochodzenia kurdyjskiego z Ağrı. Dorastał w Aydın. W szkole średniej brał udział w przedstawieniach, a często sam był ich twórcą. W 1988 przeprowadził się do Stambułu, a 10 lat później - do Niemiec. Tam rozwijał swoją karierę jako muzyk. Współpracował z grupą producencką w Monachium. W 1992 wydał swój debiutancki album Ağlattın Beni.
Po udziale w filmach – Ona Sevdiğimi Söyle (1994) i Yer çekimli asklar (1995) – otrzymał rolę Özcana w serialu Reyting Hamdi (1995). Następnie zagrał Hasana w dramacie telewizyjnym Yalan (1997). Napisał scenariusz do komediodramatu muzycznego Neredesin Firuze (2004), gdzie wystąpił w roli Ferhata. Pojawił się jako Zal w jednym z odcinków serialu Aşkin dağlarda gezer (1999), do którego napisał także scenariusz. Wkrótce zyskał popularność dzięki roli Seymena Karadağa w serialu Asmalı Konak (2002–2003). Był scenarzystą i reżyserem komedii romantycznej Ikinci Sans (2016).

## Dyskografia

### Albumy
- Yine Ağlattın Beni (1992, Prestij Müzik)
- Hadi Hadi Meleğim (1993, Prestij Müzik)
- Beyaz Kelebeğim (1994, Prestij Müzik)
- Yalan Mı? (1997, Prestij Müzik)
- Çoban Yıldızı (1998, Prestij Müzik)
- Aslan Gibi (2000, Prestij Müzik)
- Leyla (2002, Popüler Müzik)
- Ses ve Ayrılık (2004, Deniz-Spotek Production)
- Hediye (2007, Doğan Music Company)
- Sevdazede (2009, Avrupa Müzik)
- Bi Düşün (2012, Poll Production)

### Single
- „Her Şey Değişir” (z Pamelą i Fuatem) (2009, Pasaj Müzik)
- „Merakımdan” (2012, Poll Production)
- „Aşk” (2019, DNZ Production)
- „Allah Büyük” (2020, DNZ Production)
- „Ben Yine Kendimle” (2020, DNZ Production)
- „Ayrıntılarda Gizli” (2020, DNZ Production)